# Zamie drobná
Zamie drobná (Zamia pumila), česky též keják drobný, je druh cykasu z čeledi zamiovité (Zamiaceae), pocházející z Karibských ostrovů. Byla Linném popsána jako vůbec první v této čeledi a proto se stala typovou rostlinou definující čeleď Zamiaceae. Název „drobná“ není zcela adekvátní, nicméně Linné ji ve své době srovnával pouze se vzrostlými stromy cykasu indického a dalšími velkými cykasy.

## Rozšíření
Roste v Karibiku na Kubě, ostrově Hispaniola (Haiti a Dominikánská republika) a v Portoriku.

## Popis

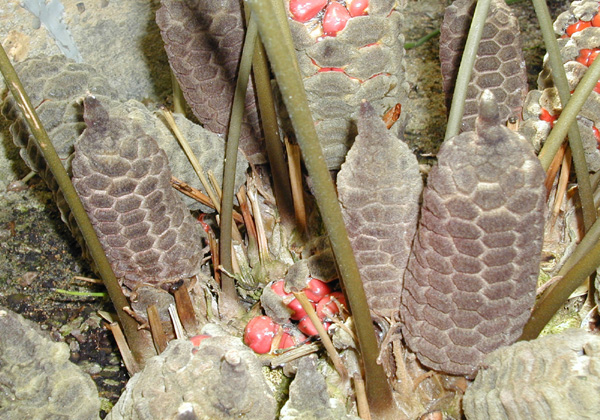
Samičí šišky zamie drobné se semeny

Tato rostlina s podzemním či částečně nadzemním kmenem patří k menším z cykasů.
Kmen podzemní, řepovitý, často větvený. Rostlina nese 1-30 samčích šišek červenavě hnědých a s výstupkem na vrcholu. Samičích šišek se semeny bývá 1-5. Semena jsou červená nebo oranžovo červená.

## Pěstování v Česku
Tato rostlina je ve vlastnictví Botanické zahrady Liberec a v soukromých sbírkách.